# Bernard Auguste Thiel
Pour les articles homonymes, voir Thiel.
Bernard Auguste Thiel est un prêtre catholique allemand, deuxième évêque du Costa Rica de 1880 jusqu'à sa mort en 1901.

## Biographie
Bernard Auguste Thiel est né à Elberfeld, en Allemagne du Nord, le 1er avril 1850. Fils de Joseph Thiel Keller et d'Elena Hoffmann Bruckman, il devient prêtre à Paris le 7 juin 1874 chez les frères lazaristes. Il va en Équateur de 1874 à 1877, et au Costa Rica pour administrer le séminaire de San José avec d'autres membres de sa congrégation.
Il est nommé évêque du Costa Rica le 27 février 1880, et consacré le 5 septembre par Luis Bruschetti, évêque d'Abydos (de).
Son travail pastoral est considéré fécond. Il est expulsé en juillet de 1884 du Costa Rica par le gouvernement de Prospero Fernández qui confirme l'interdiction depuis l'indépendance du Costa Rica des ordres religieux. Il y revient le 27 mai 1886 grâce au travail diplomatique du père Francisco Calvo.
Thiel introduit au Costa Rica la doctrine sociale de l'Église avec sa lettre pastorale Sur le juste salaire des ouvriers et artisans (1893). Il effectue divers voyages d'évangélisation aux régions habitées par les indiens au nord et au sud-est du pays.
Il écrit des divers ouvrages sur des thèmes religieux, historiques et linguistiques.
Thiel est mort à San José, le 9 septembre 1901. Il est déclaré citoyen d'honneur du Costa Rica en 1921.